# 浅見ユウコ
浅見 ユウコ（あさみ ゆうこ、1981年11月20日 - ）は、日本の女性歌手、ラジオパーソナリティ。ボーカルユニット「YeLLOW Generation」の元メンバー。

## 略歴
1999年、当時は浅見優子名義、「avex dream 2000」オーディションに応募し、ファイナリストとなるが、落選（その時のグランプリがdreamの初期メンバーである長谷部優、橘佳奈、松室麻衣、準グランプリが倖田來未）。
2002年から2006年まで、3人組のボーカルユニット「YeLLOW Generation」のメンバーとして、当時はユウコとして活動。解散後もメンバー間の仲は悪くなく、元メンバーのユキのイベント等でゲスト出演している。
YeLLOW Generation解散後にソロ活動を開始。水橋舞とのカップリング・シングル『夢、ひとひら/スマイル』（TVアニメ『ひとひら』テーマ曲）を2007年4月25日に発売してソロデビューを果たした。
2007年、アデッソに所属。2011年、アッシュプロダクションに所属。
2013年8月3日、日本女子サッカーリーグ・ASエルフェン狭山FCのオフィシャルソング「始まりの合図」を発表。浅見本人が作詞を手がけたオリジナル曲である。
2022年6月5日、デビュー20周年を記念してインスタグラムを開始した。

## ディスコグラフィ

### シングル
| 枚  | 発売日        | タイトル     | 規格品番  | オリコン 最高位 |
| --- | ------------- | ------------ | --------- | --------------- |
| 1st | 2007年4月25日 | 夢、ひとひら | ZMCZ-3321 | 81位            |
| 2nd | 2014年5月18日 | 始まりの合図 |           |                 |

### 配信シングル
| 枚 | 発売日       | タイトル   | 備考 |
| -- | ------------ | ---------- | ---- |
|    | 2011年8月8日 | 旅立ちの歌 |      |
| 1  |              | FLY HIGH!! |      |

### ミニアルバム
| 枚  | 発売日        | タイトル | 規格品番 | オリコン 最高位 |
| --- | ------------- | -------- | -------- | --------------- |
| 1st | 2013年7月10日 | DISTANCE |          |                 |
| 2nd | 2017年        | PERFUME  |          |                 |

## 出演

### テレビ
- 踊る!さんま御殿!!（2011年3月1日、日本テレビ）

### ラジオ
- ミュージックデリバリー（2008年7月 - 放送中、レインボータウンFM）